# Roland de Marigny
Pour les articles homonymes, voir Marigny.
Pas d'image ? Cliquez ici

a Compétitions nationales et continentales officielles uniquement.

b Matchs officiels uniquement.
Dernière mise à jour le 24 août 2016.
Roland de Marigny, né le 17 novembre 1975 à Durban (Afrique du Sud), est un joueur de rugby à XV italien. Il a joué en équipe d'Italie entre 2004 et 2007. Il mesure 1,80 m pour 86 kg.

## Biographie
Les parents de Roland de Marigny étaient originaires de l'île Maurice, d'où son patronyme français. Il acquiert ses qualités rugbystiques à l'école de rugby de Westville Boys' High, une école connue pour avoir formé des champions comme l'ancien Springbok Tim Cocks et l'international irlandais Shaun Payne.
En 2004, il vient de passer cinq années dans le championnat italien et peut porter les couleurs de l'équipe d'Italie. 

## Carrière

### En club et franchise
- 1997 : Blue Bulls (Super 12)  Afrique du Sud
- 1998-2000 : Sharks (Super 12)  Afrique du Sud
- 2000-2001 : Llanelli Scarlets  Pays de Galles
- 2001-2005 : Overmarch Parme  Italie
- 2005-2006 : Leeds Tykes  Angleterre
- 2006-2008 : Rugby Calvisano  Italie
- 2008-2010 : Gran Ducato Parma  Italie

### En équipe nationale
Il a honoré sa première cape internationale en équipe d'Italie le 15 février 2004 à Rome par une défaite 50-9 contre l'équipe d'Angleterre lors du tournoi des six nations 2004 et sa dernière lors du mondial 2007 face au Portugal. 

## Palmarès
(À jour au 12.03.11)
- 19 sélections en équipe d'Italie de 2004 à 2007.
- 1 essai, 12 pénalités, 3 transformations (47 points)
- Sélections par année : 6 en 2004, 3 en 2005, 10 en 2007.
- Tournois des Six Nations disputés : 2004, 2005, 2007.

En coupe du monde :
- 2007 : 2 sélections (Nouvelle-Zélande, Portugal), 1 transformation (contre la Nouvelle-Zélande)